# Primární producent

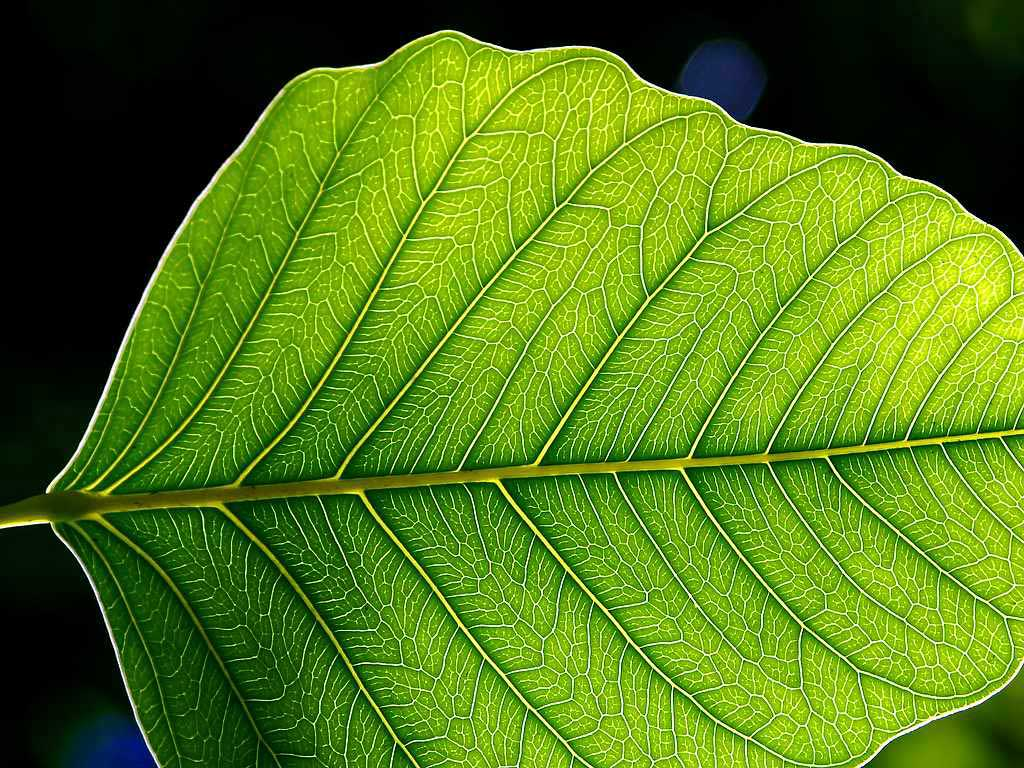
List je primárním prvkem fotosyntézy na rostlinách

Primární producent je organismus v ekosystému, který z anorganických sloučenin produkuje biomasu (autotrofie). V téměř všech případech se jedná o fotosynteticky aktivní organismy (rostliny, sinice a řadu dalších jednobuněčných organismů). Nicméně existují příklady jednobuněčných archeí, které produkují biomasu oxidací anorganických chemických sloučenin (chemotrofie) v hydrotermálních průduších ve velkých oceánských hloubkách.
Houby a jiné organismy, které získávají biomasu z oxidujících organických materiálů se nazývají rozkladači a neřadí se mezi primární producenty.